# Neukieritzsch
Neukieritzsch är en kommun och ort i Landkreis Leipzig i förbundslandet Sachsen i Tyskland. Kommunen har cirka 7 000 invånare.
Den tidigare kommunen Deutzen uppgick i Neukieritzsch den 1 juli 2014.